# Кейсі Гадсон
Кейсі Гадсон (англ. Casey Hudson; нар.?) — канадський розробник відеоігор, відомий своєю роботою над кількома проєктами BioWare і, головним чином, трилогією Mass Effect, де виконував роль керівника проєкту.

## Біографія
Після отримання ступеня у машинобудівній інженерії, у 1998 році, Гадсон розпочав свою кар'єру в канадській студії-розробника відеоігор BioWare, де спочатку виконував роль технічного дизайнера рівнів у їх ранньому проєкті MDK2. Згодом його призначили керівником проєкту Star Wars: Knights of the Old Republic, а надалі й режисером науково-фантастичного тайтлу, заснованого на оригінальній ІВ BioWare, трилогії Mass Effect.
7 серпня 2014 року Гадсон покинув BioWare, щоб зайнятися іншими проєктами. 18 травня 2015 року Microsoft оголосили, що Гадсон приєднався до їх відділу розробки відеоігор у Microsoft Studios як креативний директор. Проте через два роки, 18 липня 2017 року, Гадсон оголосив, що повертається в BioWare, де замінив Аарона Флінна на посаді генерального директора студії.
3 грудня 2020 року Гадсон вдруге покинув BioWare, а у червні 2021 року він заснував власну студію розробки відеоігор Humanoid Studios, яка зараз працює над новим проєктом на основі оригінальної ІВ. У березні 2022 року розробники розкрили деякі подробиці свого науково-фантастичного проєкту та поділилися концепт-артами нової, поки що безіменної гри.

## Відеоігри
- MDK 2 (2000)
- Baldur's Gate II: Shadows of Amn (2000)
- Neverwinter Nights (2002)
- Star Wars: Knights of the Old Republic (2003)
- Jade Empire (2005)
- Mass Effect (2007)
- Mass Effect 2 (2010)
- Mass Effect 3 (2012)
- Anthem (2019)